# Icariotis alboscutata
Icariotis alboscutata là một loài bọ cánh cứng trong họ Cerambycidae.